# Kostroma
Kostroma (russisch Кострома́) ist eine russische Stadt mit 268.742 Einwohnern (Stand 14. Oktober 2010). Sie liegt etwa 300 Kilometer nordöstlich von Moskau am Zusammenfluss der Wolga und des Flusses Kostroma und ist eine der ältesten und architektonisch reizvollsten russischen Städte sowie Teil der touristischen Route Goldener Ring. Sie ist zudem die Hauptstadt der Oblast Kostroma.

## Geschichte

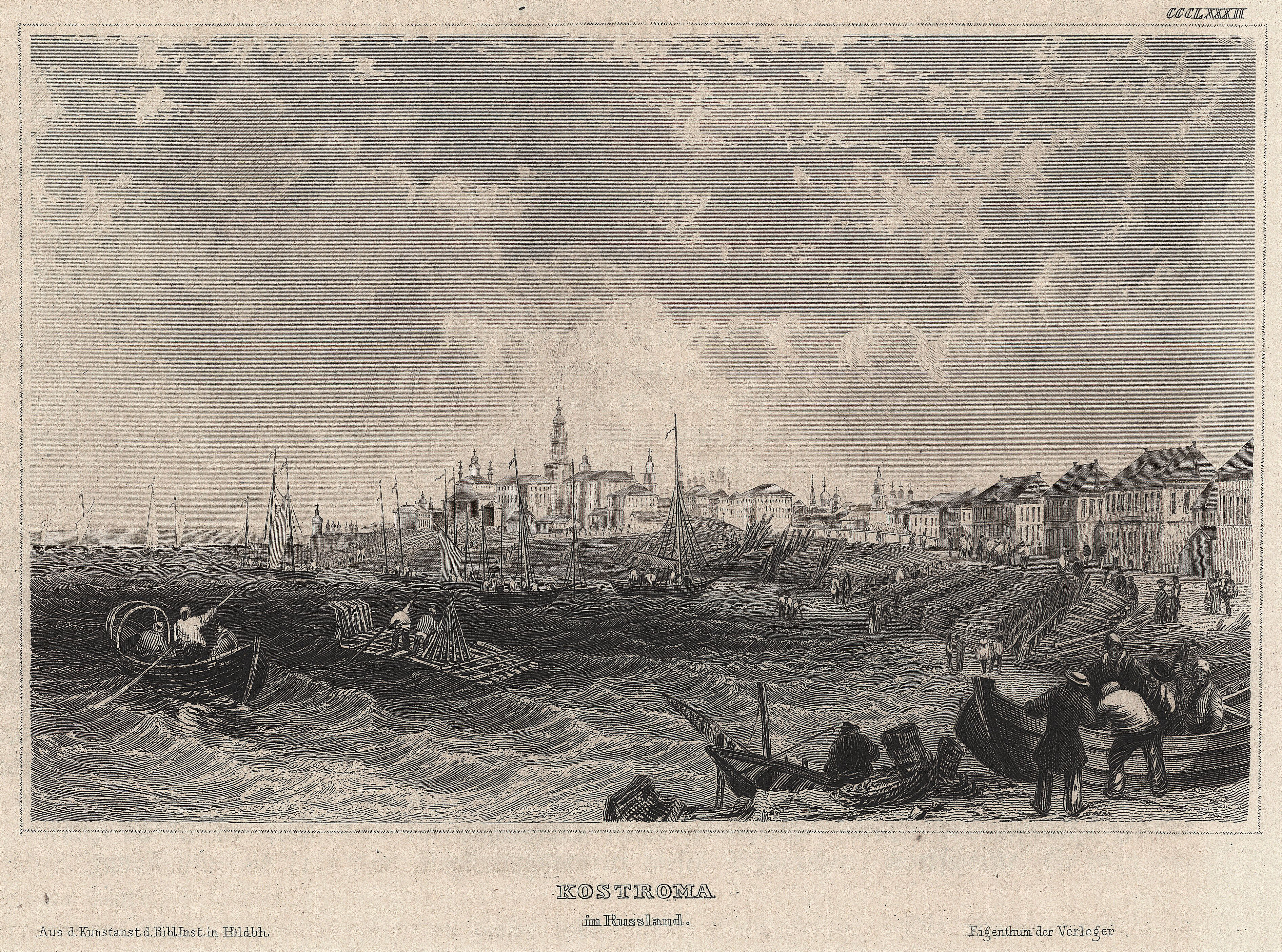
Kostroma an der Wolga ca. 1842

Geht man von der weit verbreiteten Gründungshypothese der Stadt aus, ist Kostroma fünf Jahre jünger als Moskau. Somit zählt es zu den ältesten Städten im zentralen europäischen Teil Russlands.

### Frühgeschichte und Etymologie
Allgemein wird heutzutage das Jahr 1152 als Gründungsjahr Kostromas angenommen. Dies wurde erstmals im 18. Jahrhundert vom bekannten russischen Historiker Wassili Tatischtschew behauptet, der die Stadtgründung unter Berufung auf eine heute nicht mehr erhaltene Urkunde dem Susdaler Großfürsten Juri Dolgoruki (der fünf Jahre zuvor auch Moskau gegründet haben soll) bei dessen Expansionszügen auf das obere Wolgagebiet zuschrieb. Die erste bis heute nachweisbare urkundliche Erwähnung von Kostroma stammt allerdings erst aus dem Jahr 1213: Dort wurde die Ortschaft im Zusammenhang mit einem Feldzug des Rostower Fürsten Konstantin beschrieben, der Kostroma niedergebrannt haben soll. 1238 wurde Kostroma erneut in Chroniken erwähnt, diesmal im Zusammenhang mit einem Angriff Batu Khans.
Da es hinsichtlich der Stadtgeschichte Kostromas im 12. und frühen 13. Jahrhundert bis auf diese zwei Erwähnungen kaum überlieferte Daten gibt, ist auch der Ortsname nicht mit Sicherheit zu erklären. Wie auch das Hydronym des gleichnamigen Flusses könnte der Name Kostroma von einer der finno-ugrischen Sprachen abstammen und ursprünglich kostrum, wörtlich „Festung“, geheißen haben. Laut einer anderen Version wurde der Ort nach der ostslawischen Gottheit namens Kostroma benannt, die von vorchristlichen Bewohnern dieser Gegend als Fruchtbarkeitsgöttin verehrt wurde. Beide Namensherkunftshypothesen deuten darauf hin, dass das heutige Stadtgebiet von Kostroma bereits lange vor der vermeintlichen Stadtgründung bewohnt wurde.

### Kostroma im Mittelalter
Die erste befestigte Ortschaft als Vorläufer der heutigen Stadt könnte in den 1240er-Jahren entstanden sein, als der Wladimirer Großfürst Jaroslaw II. Wsewolodowitsch die Gegend von der Goldenen Horde, welche damals die meisten russischen Fürstentümer infolge der Mongolischen Invasion der Rus kontrollierte, zugeteilt bekam. Am hohen und von Wäldern umgebenen linken Ufer der Wolga könnte damals die erste hölzerne Festung, ein Vorläufer des späteren (heute nicht mehr erhaltenen) Kremls von Kostroma, entstanden sein. Zudem ließ Jaroslaw dort das erste bekannte Kirchengebäude Kostromas, die Holzkirche Theodor Stratelates, bauen. Nach Jaroslaws Tod 1246 erhielt sein Sohn Wassili Jaroslawitsch die Oberhand über Kostroma. Während seiner Herrschaft, die 30 Jahre andauerte, war Kostroma zeitweise ein eigenständiges Fürstentum, ging jedoch nach seinem Tod wieder an Wladimir.
Unter Wassili Jaroslawitsch wurde nahe der Kostroma-Mündung das Erlöser-Kloster hinter dem Teich gegründet, an das heute die gleichnamige Kirche an jener Stelle erinnert. Vermutlich etwa Anfang des 14. Jahrhunderts entstand dort auch das bis heute bekannte Ipatios-Kloster, das mit Befestigungsanlagen ausgestattet wurde und damit die Stadt vor Angriffen schützen sollte.
Im Jahre 1364 wurde Kostroma nach abermaliger Neuordnung russischer Fürstentümer Teil des Großfürstentums Moskau. Aufgrund seiner strategisch günstigen Lage am hohen Ufer der Wolga wurde der Ort von Moskauer Großfürsten in kritischen Zeiten mehrfach als Zufluchtsort genutzt: So suchte dort im Jahre 1382 Dmitri Donskoi bei Angriff des Khans Toktamisch auf Moskau mit seiner Familie Schutz. Es ist davon auszugehen, dass die Stadt im 14. und 15. Jahrhundert im Wesentlichen aus Holzbauwerken bestand, auch Kirchen und Stadtbefestigung waren aus Holz erbaut. Dies begünstigte, wie überall in russischen Landen, häufige Brände, bei denen große Teile der Bausubstanz zerstört wurden. Auf dem Stadtgebiet von Kostroma hat kein einziger Holzbau aus dem Mittelalter bis heute überdauert.

### Kostroma im Zarentum Russland
Ab dem 16. Jahrhundert begann der Aufstieg von Kostroma zu einer der wichtigsten Städte im nunmehr vereinigten Zarentum Russland. Insbesondere genoss das Ipatios-Kloster Ende des 16. Jahrhunderts dank der Tatsache, dass sein Begründer als ein Vorfahre der angesehenen Bojaren-Familie Godunow galt, ein nie dagewesenes Ansehen und erfreute sich zahlreicher Spenden aus dem Hause Godunow. Es setzten dort Bauaktivitäten ein, bei denen einige bis heute erhaltene Bauwerke entstanden – sie zählen heute mit zu den ältesten architektonischen Denkmälern der Stadt. In der kurzen Herrschaftszeit Boris Godunows als russischer Zar entstanden auch die heutigen Befestigungsanlagen des Klosters.
Nur wenige Jahre später, während der sogenannten Smuta, stand das Kloster und somit ganz Kostroma im Zentrum des politischen Geschehens Russlands. 1608 wurde das Kloster von einem Heer polnisch-litauischer Fremdherrscher, unterstützt von Anhängern des sogenannten zweiten falschen Dimitri, besetzt und als Militärstützpunkt genutzt. Erst nach mehrmonatiger Belagerung gelang es einem russischen Volksheer im September 1609, das Kloster einzunehmen. Im Frühjahr 1613 bot das Kloster dem künftigen Zaren Michael, dem ersten aus dem Hause Romanow, zeitweise Zuflucht vor einem polnischen Kommando, das an dem selbstlosen Einsatz des später als Nationalheld verehrten Bauern Iwan Sussanin scheiterte. Da gerade im Ipatios-Kloster Michael wenig später zum Zaren gewählt wurde, galt Kostroma seitdem als eine Art Wiege des Romanow-Hauses, die jeder russische Zar bis zum Ende der Monarchie in Russland mindestens einmal zu besuchen pflegte.

### Entstehung des heutigen Stadtbildes

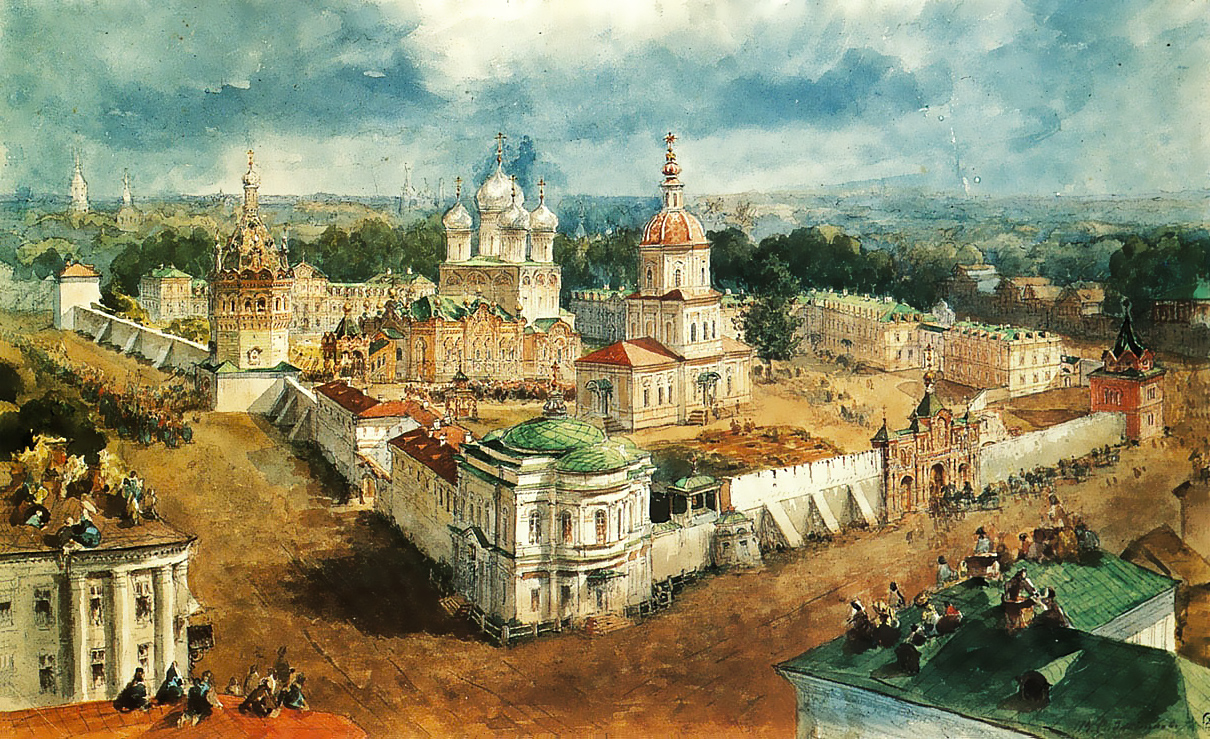
Epiphanien-Kloster, Mitte des 19. Jh.

Im 17. Jahrhundert erholte sich Russland von den Wirren der Smuta und auch Kostroma gewann, unter anderem dank seiner verkehrsgünstigen Lage, merklich an wirtschaftlicher Bedeutung. Mitte des Jahrhunderts war Kostroma bereits die drittgrößte Stadt des Zarentums nach Moskau und Jaroslawl, wobei die Nähe des letzteren maßgeblich zur wirtschaftlichen Prosperität Kostromas beitrug. Die größte Rolle spielten in der Stadt damals die Handwerke, darunter das Eisenschmiedehandwerk und die Seifenherstellung. Die immer noch häufigen Großbrände führten dazu, dass sich auch in Kostroma allmählich der Bau in Stein durchzusetzen begann. So entstanden auch außerhalb des Ipatios-Klosters markante Bauwerke, von denen einige bis heute stehen. Zu erwähnen ist etwa die Christi-Auferstehungs-Kirche im Walde sowie die Bauwerke des Epiphanien-Klosters. Den Mittelpunkt der Stadt bildete der Kreml, der sich am Wolgaufer erhob, während sich rundherum die bis heute bestehende städtebauliche Struktur von der Form eines Fächers zu bilden begann.
Im 18. Jahrhundert wurden der Anbau des Leins und die Textilindustrie in und um Kostroma zu dem führenden Wirtschaftszweig. Es entstanden in der Stadt die ersten Manufakturen, und das architektonische Ensemble des Stadtzentrums wurde durch noble Kaufmannsresidenzen ergänzt, von denen nicht wenige bis heute stehen. 1767 empfing Kostroma jubelnd Kaiserin Katharina die Große bei ihrer Reise entlang der Wolga. Kurz darauf erhielt es ein eigenes Stadtwappen mit der Abbildung einer Galeere, die den Besuch Katharinas symbolisierte. Im Zuge der Verwaltungsreform der 1770er-Jahre erhielt Kostroma 1778 den Status der Hauptstadt eines eigenständigen Gouvernements innerhalb des Russischen Kaiserreiches.
Nachdem große Teile des noch vorwiegend hölzernen Stadtkerns bei einem Großbrand 1773 zerstört wurden, wurden sämtliche repräsentativen Bauten in Kostroma nur noch in Stein gefertigt. Verankert wurde dies im neuen Generalplan aus dem Jahr 1781, der im Wesentlichen prägend für die noch heute bestehende Bebauung des historischen Teils Kostromas ist. In den nachfolgenden Jahrzehnten wurden nach diesem Plan die bekanntesten Bauwerke der Stadt errichtet: in den 1790er-Jahren die Handelsreihen, 1806–1808 das Gebäude der Gouvernementverwaltung (heute Stadtverwaltung) und in den 1820er-Jahren die nebeneinander stehenden Empire-Bauten der Hauptwache und des Feuerwachturms. Das historisch bedingte fächerartige Straßennetz rund um den Kreml und den zentralen Platz (den heutigen Sussanin-Platz) wurde bei der Neubebauung der Stadt beibehalten.

### 20. Jahrhundert

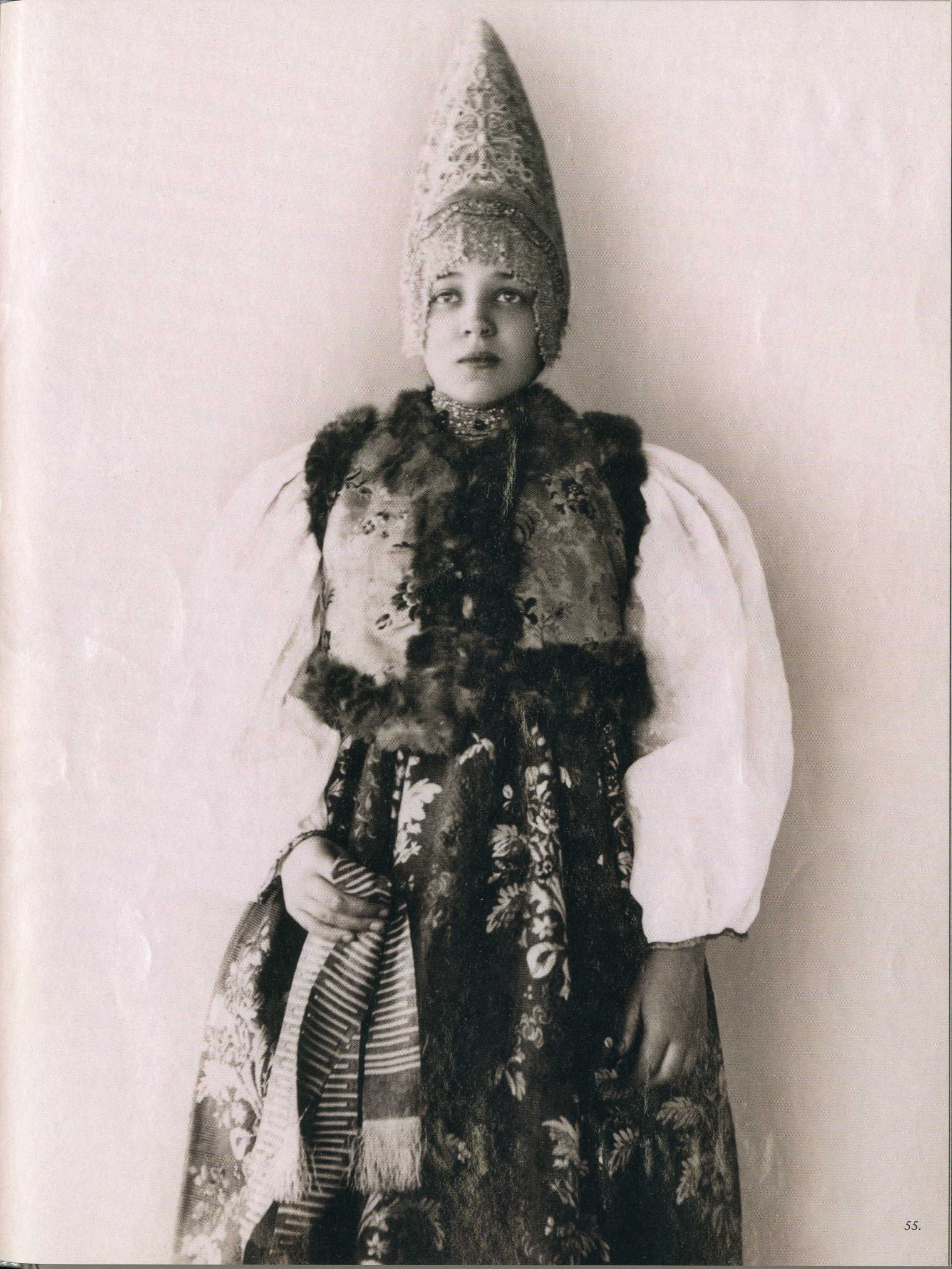
Junge Frau aus Kostroma in Nationaltracht (um 1900)

Die Industrialisierung erreichte in Kostroma Ende des 19. und Anfang des 20. Jahrhunderts ihren Höhepunkt. Zu den bedeutendsten Betrieben der Stadt zählte zu jener Zeit die Leinmanufaktur, die unter Beteiligung des bekannten Kunstmäzens Pawel Tretjakow gegründet wurde. 1887 erhielt Kostroma mit der Verlegung der Strecke aus Jaroslawl über Nerechta einen Eisenbahnanschluss. 1913 stand Kostroma ein letztes Mal im Mittelpunkt des öffentlichen Interesses, als es zu einem der zentralen Austragungsorte der pompösen Feierlichkeiten zum 300-jährigen Bestehen der Romanow-Dynastie wurde.

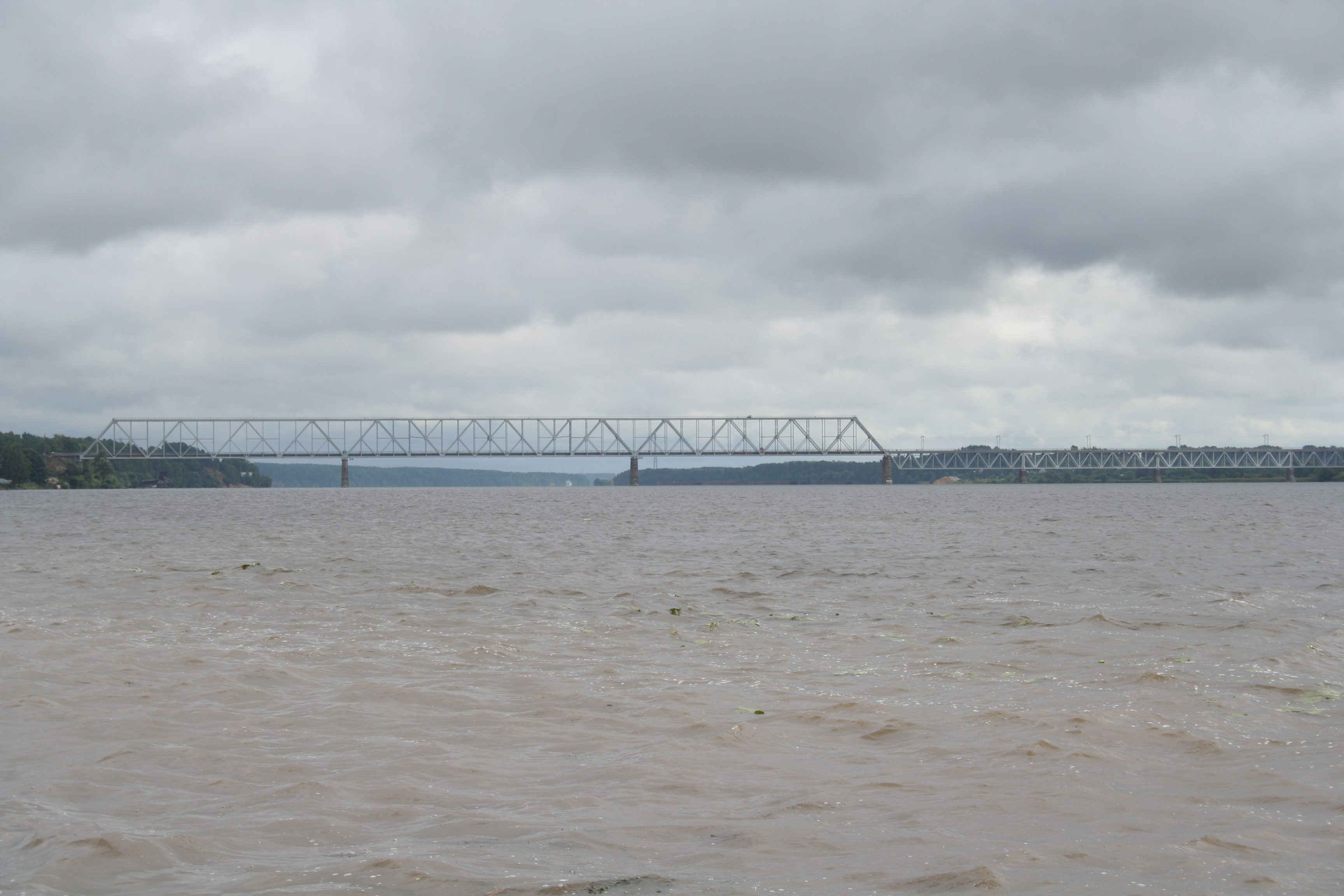
Eisenbahnbrücke über die Wolga in Kostroma

Das im Russischen Reich gepflegte Ansehen Kostromas als Wiege des Romanow-Hauses wurde mit dem Niedergang der russischen Monarchie nach der Februar- und der Oktoberrevolution des Jahres 1917 praktisch zunichtegemacht, und für mehrere Jahrzehnte verlor Kostroma auch seinen Titel einer Provinzhauptstadt: Anfang 1929 wurde das Gouvernement Kostroma offiziell aufgelöst und ging in den neuen Oblasten Jaroslawl und Iwanowo auf, die heutige Oblast Kostroma mit Kostroma als Hauptstadt wurde erst 1944 gebildet. Gleichzeitig setzte hier in den 1930er-Jahren, wie vielerorts in der Sowjetunion, eine zweite Welle der Industrialisierung ein, so wurde unter anderem ein neues Kombinat zur Leinverarbeitung in Betrieb genommen. Im Zweiten Weltkrieg blieb Kostroma, das sich im sowjetischen Hinterland befand, von deutschen Bombardements weitgehend verschont. Dieser Tatsache hat es im Wesentlichen die gute Erhaltung seiner architektonischen Denkmäler, aber auch die rasche wirtschaftliche Entwicklung in der Nachkriegszeit zu verdanken. In den 1960er- und 1970er-Jahren entstanden in Kostroma völlig neue Industriebetriebe sowie eines der größten Heizkraftwerke Europas.
Seit den 1970er-Jahren gehört Kostroma zur beliebten Touristenroute des Goldenen Ringes und weist eine stetig wachsende Bedeutung für den Tourismus auf.

### 21. Jahrhundert
In der Nacht auf Samstag, 5. November 2022 brannte der seit Jahrzehnten populäre Nachtclub Poligon auf einer Fläche von 3.500 m². 250 Barbesucher kamen davon, mindestens 15 starben. Ein betrunkener Mann hatte auf der Tanzfläche eine Leuchtpistole abgefeuert, er wurde verhaftet.

### Bevölkerungsentwicklung
| Jahr | Einwohner |
| ---- | --------- |
| 1825 | 016.874   |
| 1870 | 027.178   |
| 1897 | 041.336   |
| 1939 | 121.325   |
| 1959 | 171.720   |
| 1970 | 223.042   |
| 1979 | 254.725   |
| 1989 | 278.414   |
| 2002 | 278.750   |
| 2010 | 268.742   |

Anmerkung: ab 1897 Volkszählungsdaten

## Architektur und Sehenswürdigkeiten

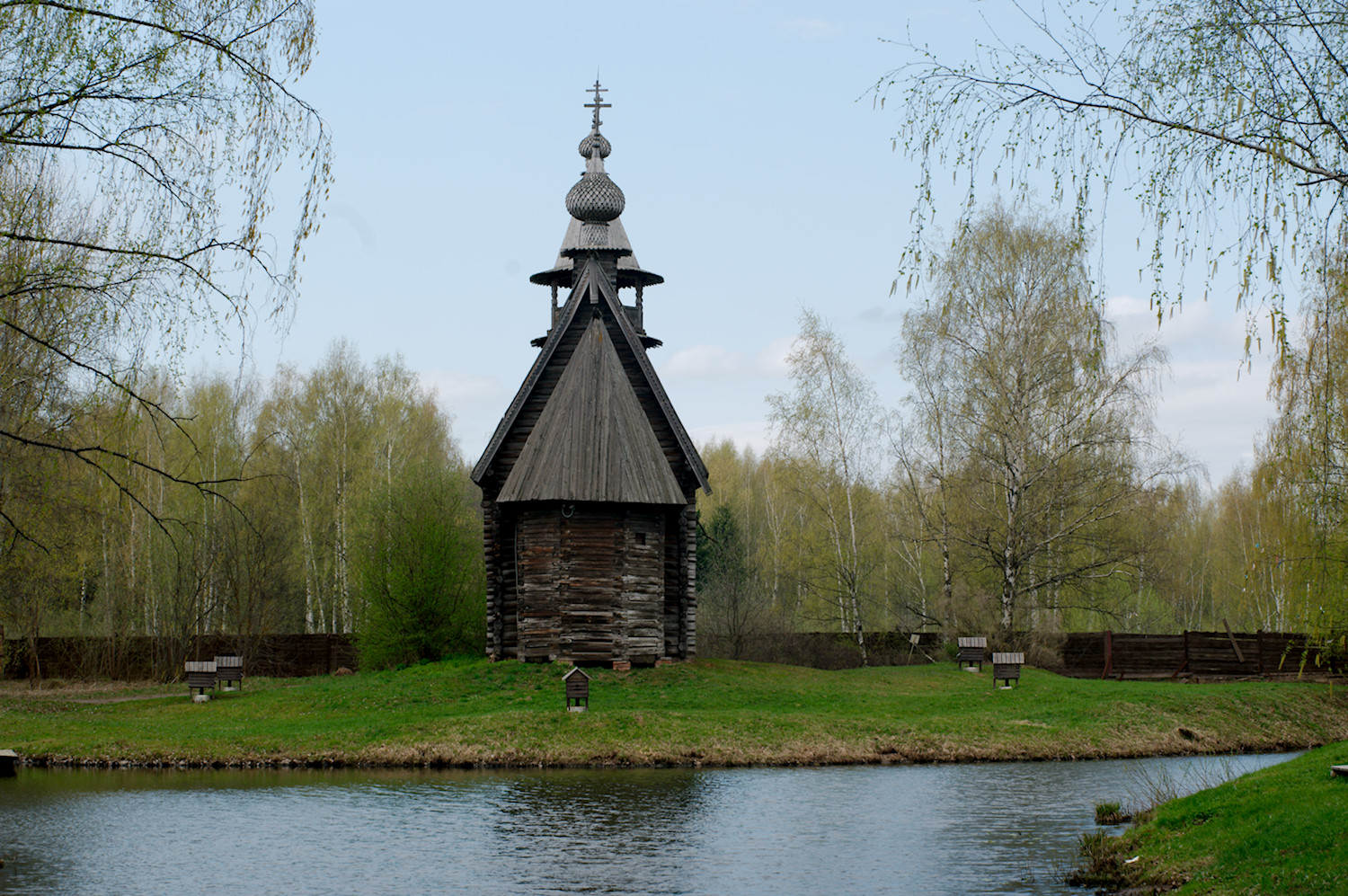
Kostroma, Freilichtmuseum

Durch die vergleichsweise gute Erhaltung der historischen Bausubstanz des 18. und 19. Jahrhunderts gehört Kostroma heute zu den architektonisch reizvollsten Städten Russlands. Die Altstadt ist durch das weitestgehend erhaltene fächerartige Netz von großen und kleinen Straßen, die am zentralen Platz beginnen, auch für einen Ortsfremden sehr leicht zu durchschauen; die meisten Sehenswürdigkeiten dort liegen in fußläufiger Nähe zueinander. Außerhalb der Altstadt zählt vor allem das Ipatios-Kloster zu den Hauptsehenswürdigkeiten von Kostroma.

### Altstadt
Die gesamte Altstadt ähnelt mit ihren historischen Bauten einem klassizistischen Freilichtmuseum. Außer den klassizistischen Prachtbauten aus dem 18. und 19. Jahrhundert gibt es hier weitere Bauwerke verschiedener Epochen.

#### Handelsreihen

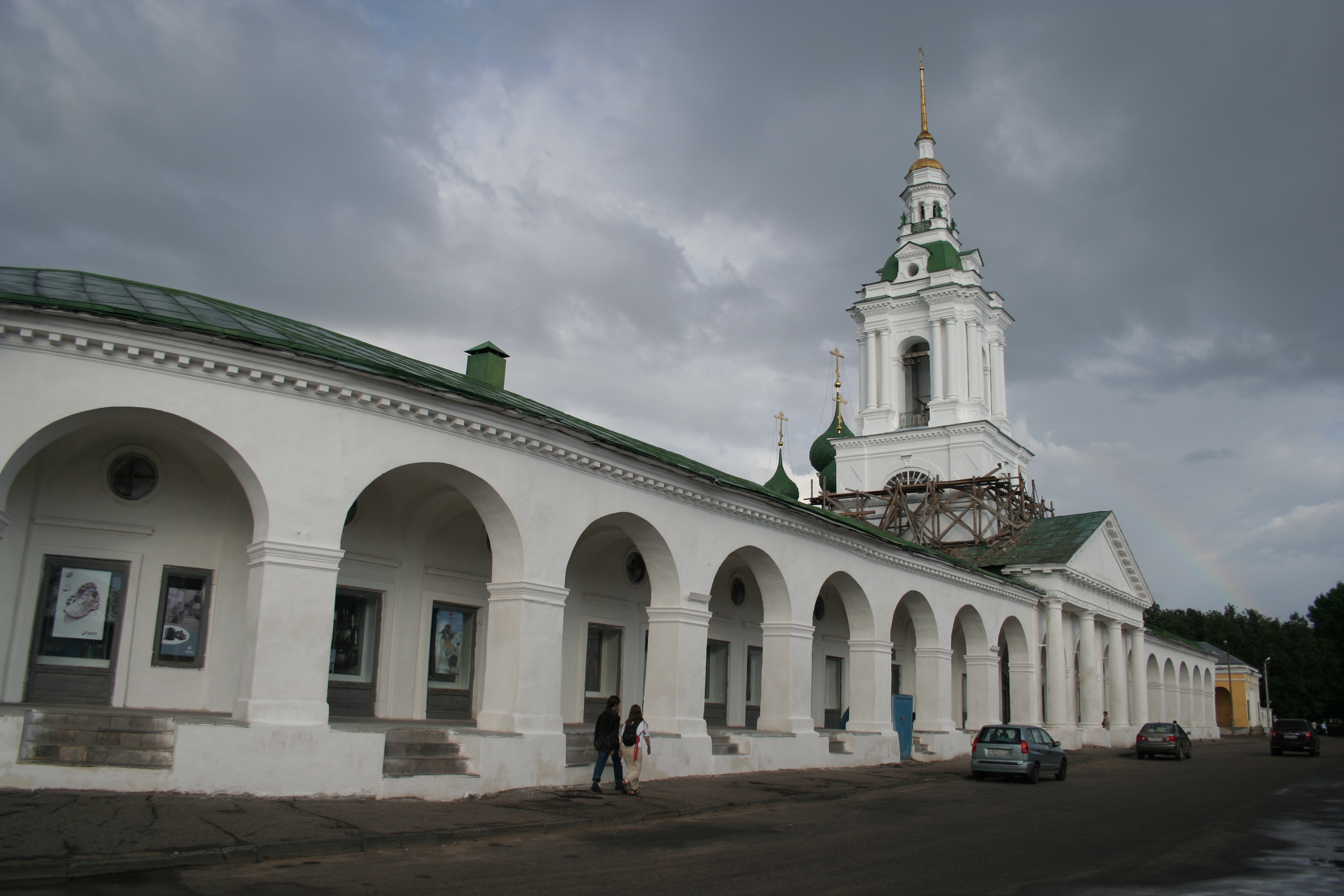
Die Handelsreihen mit dem Glockenturm der Erlöserkirche

Die Handelsreihen (Торговые ряды) am Abhang vom Sussanin-Platz hin zum Wolgaufer gehören zu den bekanntesten Bauwerken in Kostroma. Hierbei handelt es sich um einen zusammenhängenden Komplex aus gut zwanzig Gebäuden, von denen viele auch heute noch diverse Läden und Marktstände beherbergen. Der Kern des Handelsreihen-Komplexes besteht aus den 1789 bis 1793 erbauten Mehlreihen (Мучные ряды), den Pfefferkuchenreihen (Пряничные ряды) und den Fischreihen (Рыбные ряды); es sind langgestreckte Gebäude mit arkadenartigen Außengalerien und mit Innenhof über dem Grundriss eines großen Rechtecks, in denen die Kaufleute einst ihre Waren anboten und auch heute noch wochentags reger Handel herrscht. Diese Reihen stellen zusammen ein frühklassizistisches Ensemble dar. Bekannt ist auch die Erlöser-Kirche in den Handelsreihen (Церковь Спаса в Рядах) mit ihrem barocken Glockenturm, der mit seinem dorischen Portikus den Auftakt zum Handelszentrum bildet. Auch der Empire-Stil ist im Handelsreihen-Komplex vertreten, und zwar mit den Butterreihen (Масляные ряды) und den Tabakreihen (Табачные ряды) von 1819, an deren Entwurf auch der bekannte Architekt Wassili Stassow beteiligt war.

#### Sussanin-Platz

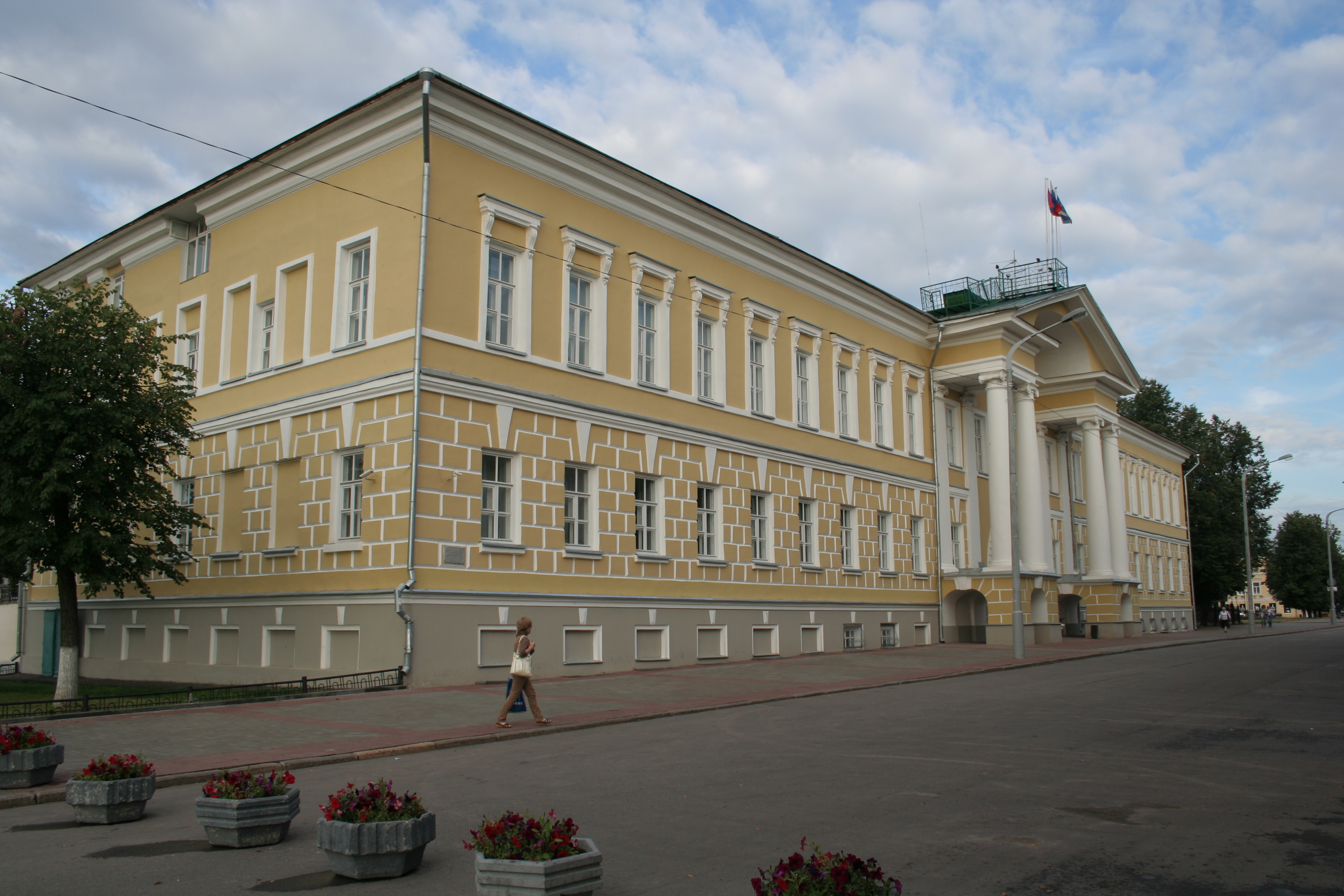
Ehemalige Gouvernementverwaltung

Der Sussanin-Platz (Сусанинская площадь) wurde nach dem Nationalhelden Iwan Sussanin benannt, der aus der Gegend um Kostroma stammte und dessen Denkmal sich heute zwischen dem Platz und den Handelsreihen erhebt. Es ist seit jeher der zentrale Platz der Stadt und der Mittelpunkt des charakteristischen fächerartigen Straßennetzes von Kostroma, von dem aus die wichtigsten Radialstraßen ihren Anfang nehmen.
Neben den Handelsreihen und dem Sussanin-Denkmal, die den Platz südwestlich abschließen, besteht sein Ensemble aus mehreren einzelstehenden Häusern, die allesamt im späten 18. und frühen 19. Jahrhundert entstanden und bis heute prägend für das Altstadtbild Kostromas sind. Es sind der kaisergelbe Feuerwachturm (Пожарная каланча) von 1823, der bis heute zur Feuerwehr gehört, gleich daneben die zeitgleich errichtete ehemalige Hauptwache (Гауптвахта), das Gerichtsgebäude, das ehemalige Wohnpalais des Generals Borschtschow (1819–24), ferner die ehemalige Gouvernementverwaltung und heutige Stadtverwaltung, 1806–1808 von Adrian Sacharow erbaut, der auch die Admiralität in Sankt Petersburg errichtete. Diese Gebäude, die ebenfalls dem Empire zuzuordnen sind, bilden einen extraordinären Rahmen um die Handelsreihen.

#### Übrige Altstadt

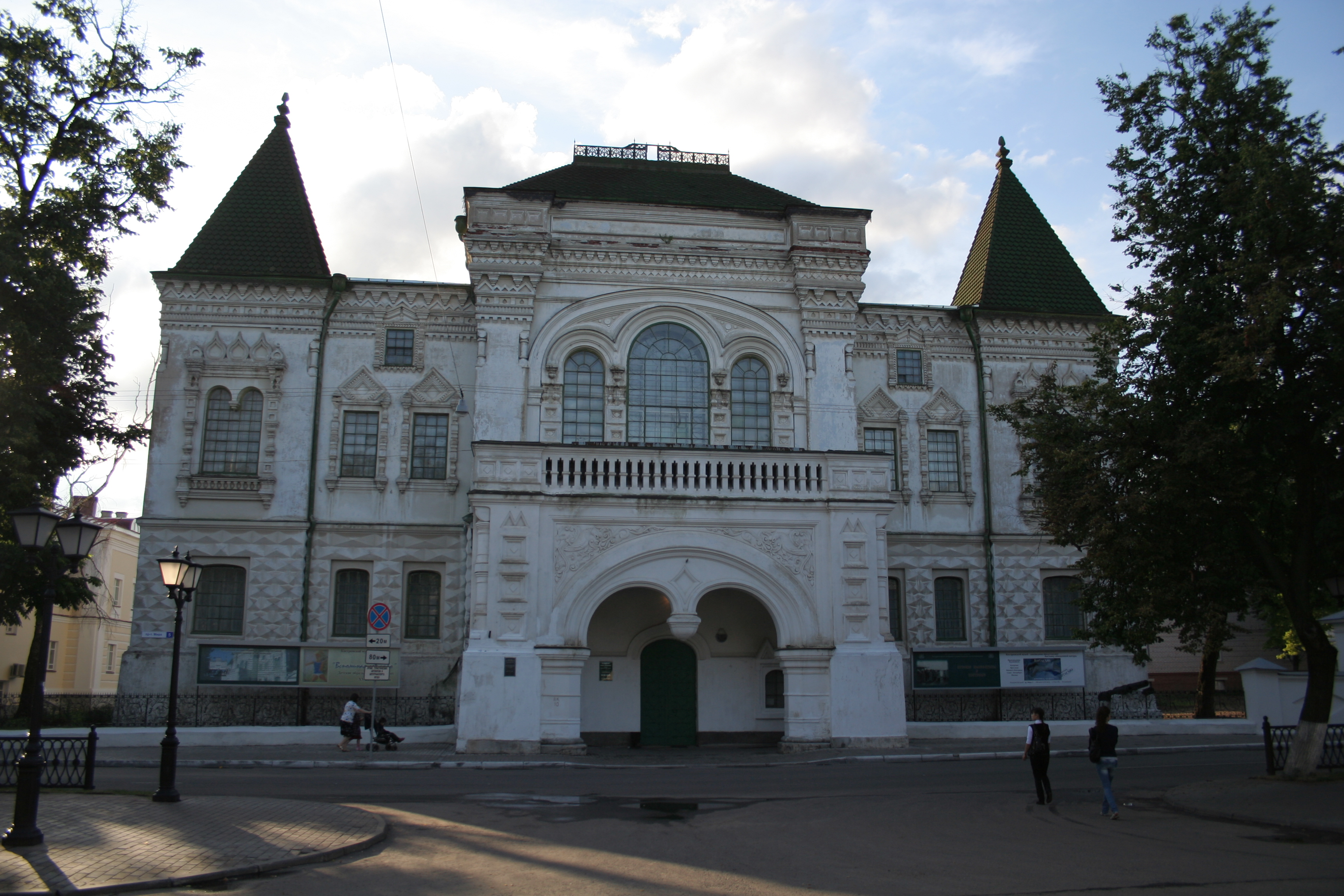
Kunstmuseum

Das architektonische Ensemble des Sussanin-Platzes wird von der ebenfalls klassizistisch geprägten Bebauung sämtlicher von ihm abzweigenden Straßen ergänzt. Zu nennen sind dabei vor allem die beiden Ausfallstraßen Prospekt Mira (Проспект Мира) und Sowetskaja Uliza (Советская улица), deren dem Sussanin-Platz am nächsten gelegenen Viertel besonders reich an historischer Bausubstanz sind. Am Prospekt Mira befindet sich beispielsweise das Kunstmuseum in dem ehemaligen Haus der Adelsversammlung, ein klassizistisches Palais, das in der zweiten Hälfte des 19. Jahrhunderts im historistischen Stil umgebaut wurde. Gleich daneben fällt das 1863 erbaute Gebäude des Ostrowski-Dramatheaters (Драматический театр имени Островского) auf, das auch heute noch eines der ältesten Schauspielhäuser der russischen Provinz beherbergt.
Das wenige hundert Meter nördlich des Sussanin-Platzes gelegene Epiphanien-Kloster (Богоявленский монастырь), ein weiteres Schmuckstück, das durch die Kathedrale des Erscheinens Christi aus den Jahren 1559–1565 (die somit das älteste erhaltene Bauwerk in Kostroma ist) gekrönt wird, ist ein Gesamtkunstwerk aus vielen Epochen. Es wurde im 19. Jahrhundert weiter ausgebaut.
Geht man vom Sussanin-Platz an den Handelsreihen vorbei in Richtung der Wolga, bekommt man dabei malerische kleine Gassen zu sehen, deren Bebauung ebenfalls fast ausschließlich aus der Zeit vor dem 20. Jahrhundert stammt. Direkt am Ufer befindet sich mit dem sogenannten Ostrowski-Pavillon (Беседка Островского) ein weiteres Wahrzeichen Kostromas. Es handelt sich dabei um einen Sieben-Säulen-Portikus von der Form einer Rotunde, der 1956 in Erinnerung an den berühmten Dramatiker Alexander Ostrowski, der Kostroma öfters besuchte, erbaut wurde. Der Pavillon steht über dem Ufer auf einer künstlichen Anhöhe, die einst ein Teil der Erdwälle rund um den Kreml von Kostroma gewesen war. Vom Kreml selbst ist heute außer dieser Wälle nichts mehr übrig geblieben: die hölzerne Befestigung brannte 1773 aus, und die beiden Kathedralen, die sich einst über der Wolgapromenade erhoben, wurden 1934 im Zuge der antireligiösen Kampagne der Frühsowjetzeit abgerissen.
Etwas südlich der Altstadt, nahe der Automobilbrücke über die Wolga, steht die Christi-Auferstehungs-Kirche im Walde (Церковь Воскресения на Дебре) aus dem Jahr 1652, welche ein anschauliches Beispiel für den außergewöhnlichen Reichtum an Zierformen in der russischen Architektur des 17. Jahrhunderts darstellt.

### Nördlich der Altstadt

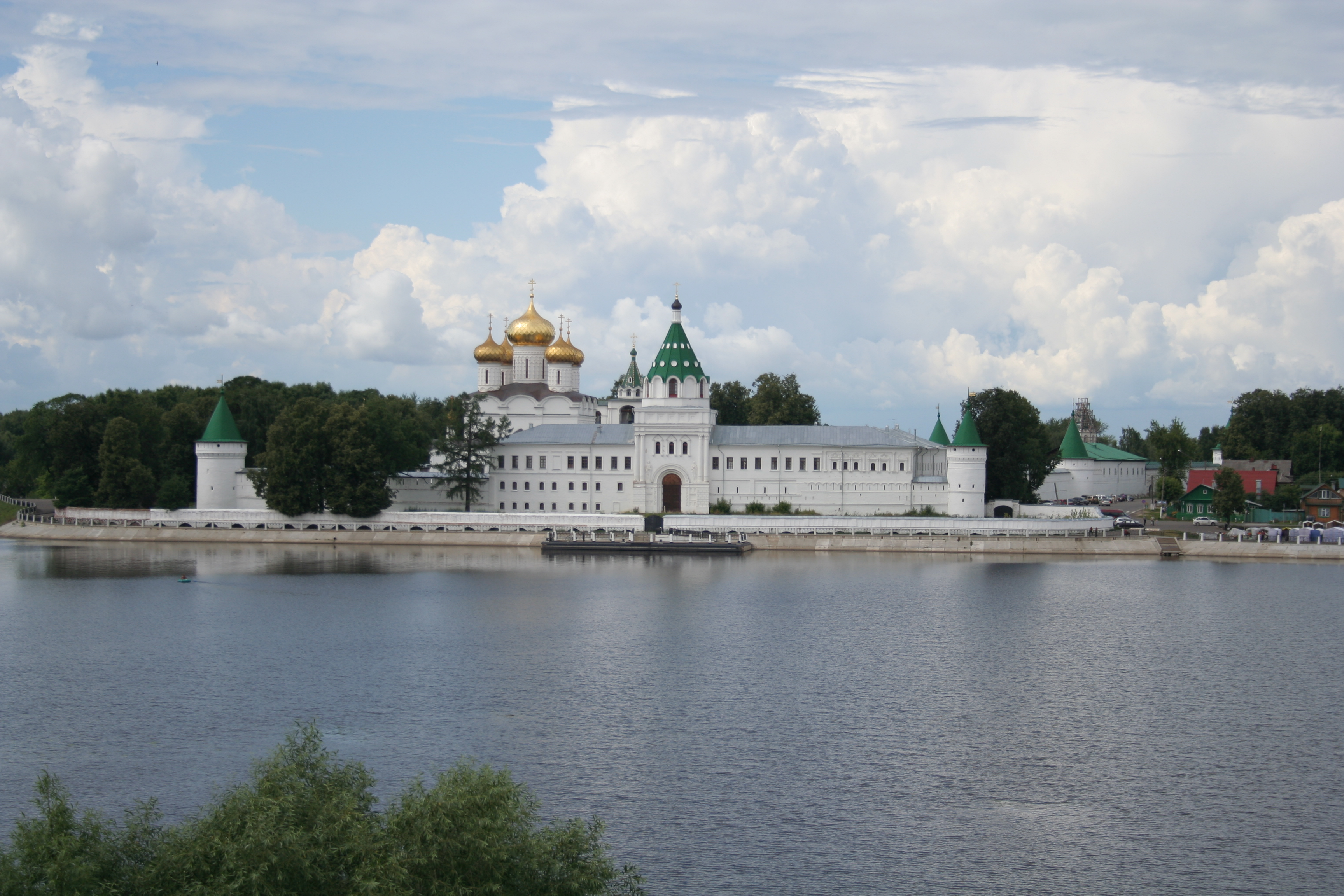
Das Ipatioskloster am Zusammenfluss von Kostroma und Wolga

Im Ipatios-Kloster, das direkt an der Mündung der Kostroma in die Wolga malerisch gelegen ist, hielt sich Michail Romanow auf, als ihn im Januar 1613 die Nachricht erreichte, dass er vom Moskauer Semski Sobor zum Zaren gewählt wurde. Als Michail war er der erste Zar der Romanow-Dynastie, die bis zur Oktoberrevolution 1917 die Zaren stellte. Im Kloster befindet sich unter anderem ein schmuckes Palais aus dem späten 16. Jahrhundert, das den Romanows zeitweise als Unterkunft diente und daher als Romanow-Palais (Палата Романовых) bezeichnet wird. Im 19. Jahrhundert wurde das Kloster im Zuge des aufkommenden Historismus unter Beteiligung des Architekten Konstantin Thon, der auch die Christ-Erlöser-Kathedrale in Moskau errichtete, umgebaut und erweitert.

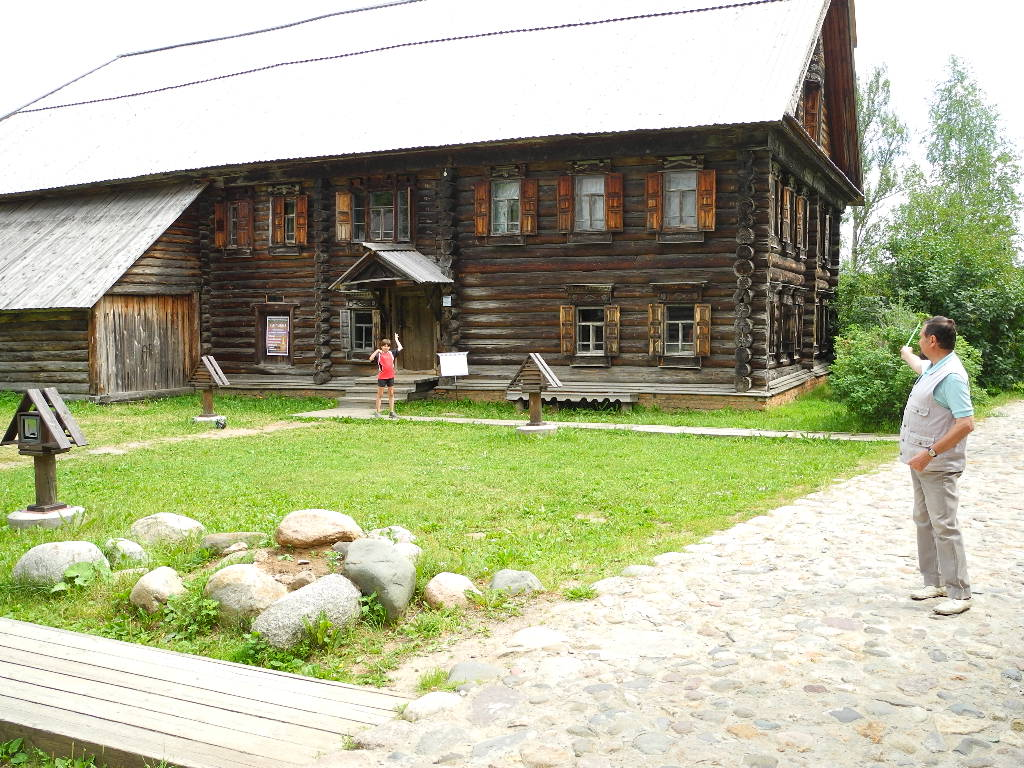
Kostromskaja Sloboda: Fremdenführer erklärt ein Holzhaus, vermutlich das einer Kaufmannsfamilie

Gleich neben dem Kloster befinden sich zwei weitere touristische Attraktionen: zum einen die Kostromskaja Sloboda (Костромская слобода), ein 1960 eröffnetes Freilichtmuseum für Holzbaukunst mit historischen Holzhäusern und Holzkirchen typisch russischer Bauart, und zum anderen die Johannes-Kirche (Церковь Иоанна Богослова) aus dem Jahr 1681, die bis heute von einem alten, zugewachsenen Kirchhof mit Gräbern angesehener Geistlicher umgeben ist. Sehenswert ist auch die Bebauung der alten Industrieviertel einschließlich der bis heute betriebenen Leinmanufaktur (Льняная мануфактура) gleich gegenüber dem Ipatios-Kloster am südlichen Ufer der Kostroma. Dort in der Nähe befindet sich mit der Erlöser-Kirche hinter dem Teich (Церковь Спаса на Запрудне) aus dem Jahr 1754 ein typisches Denkmal des sogenannten Naryschkin-Barocks.

### Hinter der Wolga
Der am rechten Wolga-Ufer gelegene Teil von Kostroma gehörte bei der Umsetzung des Bebauungsplans von 1781 nicht zum Stadtgebiet und weist daher weitaus weniger Architekturdenkmäler auf als das linke Ufer. Die Stadtviertel unmittelbar an der Wolga sind bis heute sehr ländlich geprägt mit typisch russischen Holzhäusern und schmalen, teilweise noch unbefestigten Straßen. Etwas weiter vom Ufer dominieren Neubauviertel das Stadtbild.

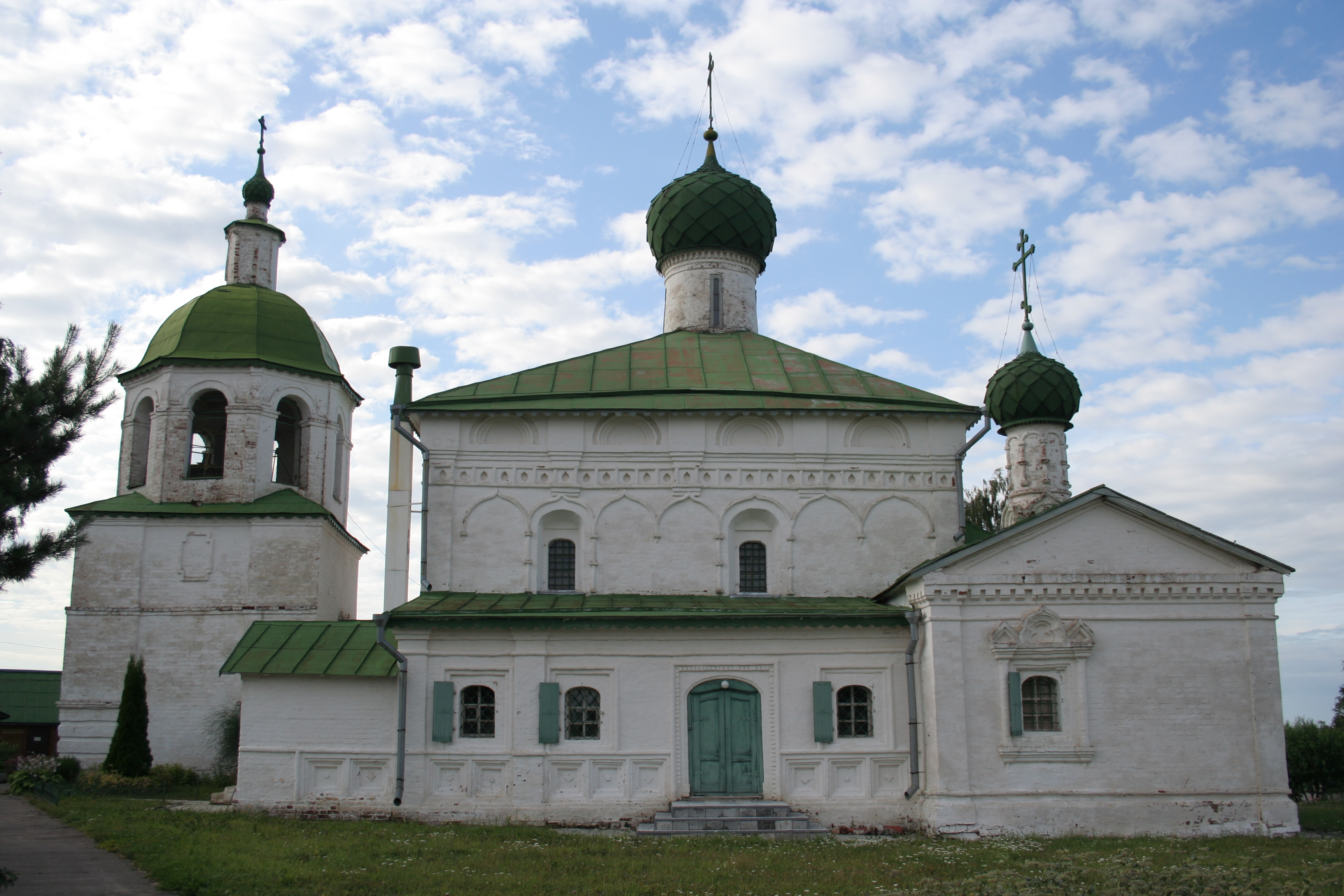
Christi-Geburt-Kirche

Die wohl bekannteste Sehenswürdigkeit am rechten Ufer ist die Christi-Geburt-Kirche (Церковь Рождества Христова на Городище), die oft auch als Prophet-Elija-Kirche bezeichnet wird. Sie wurde etwa Mitte des 17. Jahrhunderts erbaut und gehörte im selben Jahrhundert einige Jahre lang, zusammen mit dem damals dort gelegenen Dorf Gorodischtsche, der bekannten altorthodoxen Aktivistin Feodossija Morosowa. Im 18. Jahrhundert wurde die Kirche mindestens zweimal umgebaut und erhielt einen Glockenturm, der barocke Formen aufweist. Die Kirche steht auf einer Anhöhe nahe dem Wolga-Ufer.
Zu erwähnen sind auch die altorthodoxe Christi-Verklärungs-Kirche (Церковь Преображения Господня) aus dem Jahr 1688, die sich in fußläufiger Nähe der Christi-Geburt-Kirche befindet, sowie das denkmalgeschützte Gebäude des stillgelegten alten Bahnhofs, ein langgestrecktes einstöckiges Holzhaus mit dekorativen Schnitzmustern im Mittelbereich.

## Wirtschaft

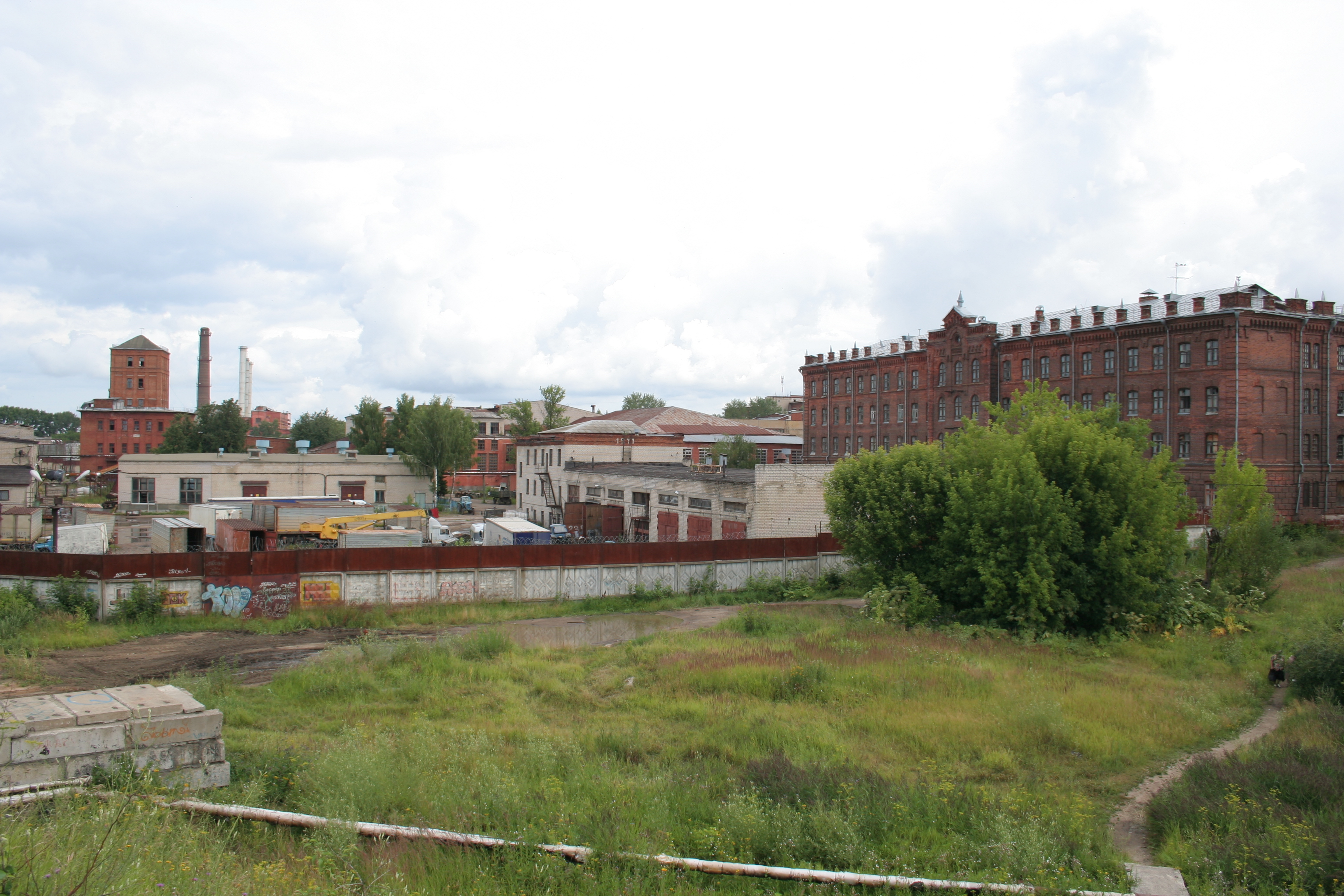
Blick auf die alte Leinmanufaktur

Die Haupterwerbszweige sind Textilindustrie, Leichtindustrie, Automobilzulieferung, Holzverarbeitung und Landwirtschaft, die von dem wenig industriell erschlossenen Hinterland der Oblast profitieren. Eine der wichtigsten Mineralwasserquellen Russlands befindet sich in der Oblast Kostroma. Im etwa 70 Kilometer entfernten Krasnoje an der Wolga befindet sich ein Juwelierkombinat.
Noch 1980 wurde 75 Kilometer nordöstlich nahe dem Ort Tschistyje Bory begonnen, das Kernkraftwerk Kostroma zu bauen. Nach der Katastrophe von Tschernobyl wurden die Bauarbeiten gestoppt und später endgültig eingestellt. Seit 2007 wird das Projekt zusammen mit den Oblasten Jaroslawl und Iwanowo unter dem Projektnamen Kernkraftwerk Zentral erneut verfolgt.

## Verkehr

### Autoverkehr
Kostroma ist nicht an das russische Fernstraßennetz angeschlossen; die wichtigste überregionale Straßenverbindung besteht mit der Magistrale M8 über Jaroslawl. Bei den größten Ausfallstraßen der Stadt handelt es sich um Landstraßen, die Kostroma mit benachbarten größeren Orten (darunter Jaroslawl, Kineschma, Wolgoretschensk oder Sudislawl) verbinden. Zu diesen größten Ausfallstraßen zählen Prospekt Mira (Проспект Мира) und die Sowetskaja Uliza (Советская улица), die beide am Sussanin-Platz im Stadtzentrum beginnen. Eine wichtige Rolle im innerstädtischen wie auch im Überlandverkehr spielt die 1970 erbaute Automobilbrücke über die Wolga, die für Bewohner der Stadtviertel am rechten Wolgaufer praktisch die einzige Verbindung zur Innenstadt darstellt. Über diese Brücke verkehren auch etliche Bus- und Obuslinien.

### Schienenverkehr

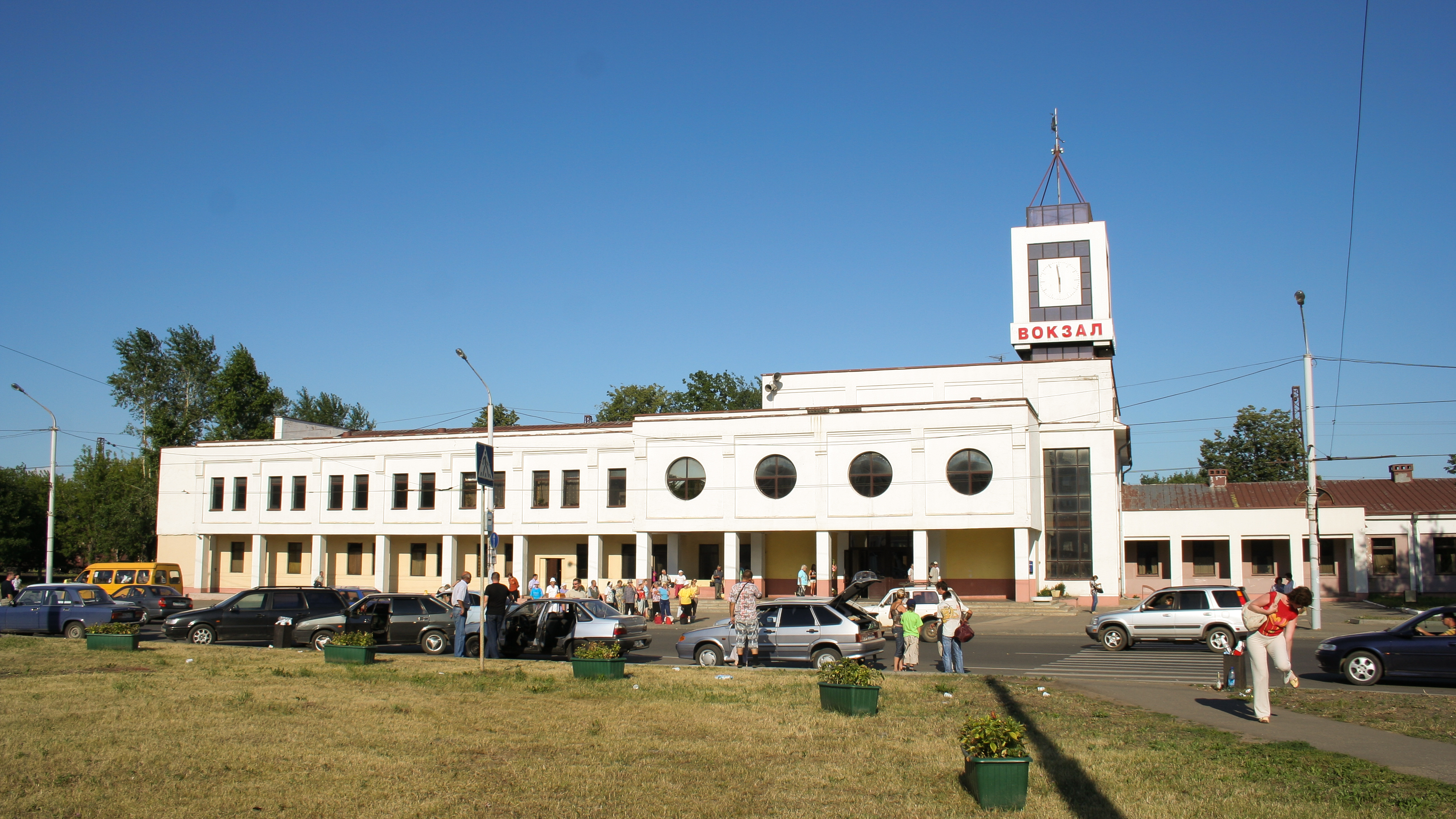
Empfangsgebäude Kostroma-Nowaja

Neben der Automobilbrücke gibt es innerhalb Kostromas, weiter südlich der Innenstadt, eine Eisenbahnbrücke über die Wolga. Sie wurde in den 1930er-Jahren erbaut und stellt eine reine Eisenbahnbrücke ohne Fußgängerweg dar. Vor ihrem Bau war seit 1887 lediglich das rechte Wolgaufer Kostromas an das Schienennetz angeschlossen: Die aus Jaroslawl über Nerechta verlegte Strecke endete an einem Kopfbahnhof, der sich fast gegenüber der historischen Altstadt befand. Aus diesem Grund erschien der Bau einer Wolgabrücke von dort aus nicht umsetzbar, da die Gleise in einem solchen Fall praktisch die historische Altstadt zerschnitten hätten. Stattdessen verlegte man die Bahnstrecke in den 1930er-Jahren unter Umgehung des alten Kopfbahnhofs über die neu erbaute Brücke vorbei am neuen Hauptbahnhof der Stadt, der die Bezeichnung Kostroma Nowaja (wörtlich „Kostroma neu“) erhielt. Heute ist Kostroma Nowaja der einzige Personenbahnhof am linken Wolgaufer in Kostroma und zugleich der Fernbahnhof der Stadt. Hier fahren Züge in und aus Richtung Moskau und in andere Städte ab, ebenso einige Nahverkehrszüge (Elektrozüge nach Jaroslawl und Nerechta sowie Dieselzüge nach Galitsch).

### Flugverkehr
Kostroma besitzt einen kleinen Regionalflughafen. Dieser heißt Sokerkino (russ. Сокеркино, der ICAO-Code ist UUBA), liegt im äußersten Nordosten des Stadtgebietes an der Landstraße Richtung Bui und fertigt Passagierflüge mit Kleinmaschinen von und nach St. Petersburg sowie im Sommer nach Woronesch, Anapa und in Kleinstädte und Dörfer der Oblast Kostroma ab. Für Mittel- und Langstreckenflüge sowie internationale Verbindungen sind die drei internationalen Moskauer Flughäfen die nächstgelegenen.

### Wasserwege
Am linken Wolgaufer nahe der Altstadt gibt es auch zahlreiche Anlegestellen für Schiffe. Sie werden vor allem von Kreuzfahrtschiffen angesteuert.

### Öffentlicher Nahverkehr

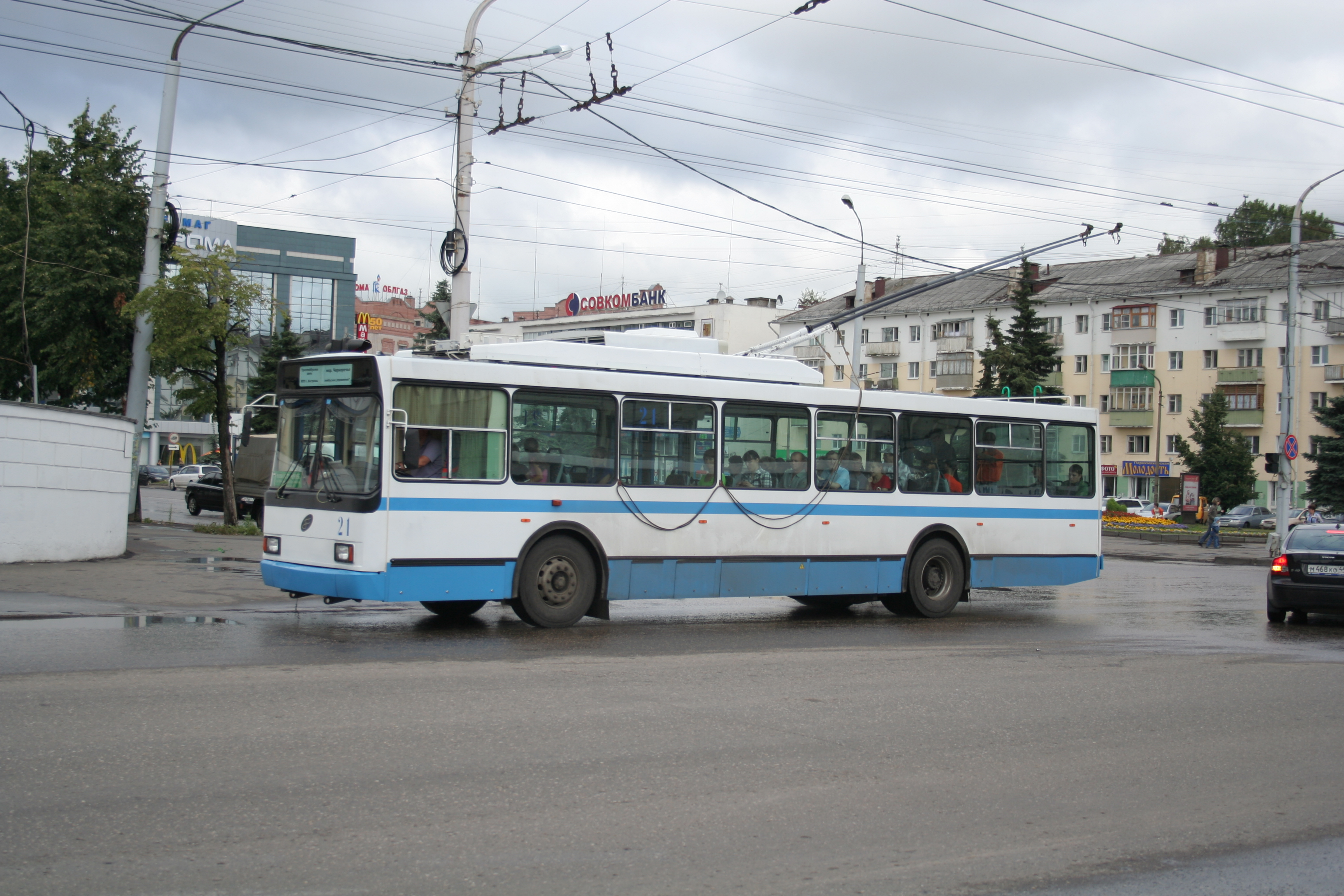
Ein O-Bus in Kostroma

Im Überlandverkehr spielen neben der Eisenbahn zahlreiche Buslinien eine Rolle, von denen die meisten am zentralen Busbahnhof am östlichen Stadtrand, wenige Gehminuten vom Hauptbahnhof entfernt, beginnen und enden.
Das innerstädtische ÖPNV-Netz wird ebenfalls von Linienbussen sowie den in Russland weit verbreiteten, meist von Privatanbietern betriebenen Kleinbussen (sogenannten Marschrutki) geprägt. Eine überaus wichtige Rolle spielen in Kostroma auch die Oberleitungsbusse, die gegenwärtig auf acht Linien in etwa zehnminütigem Takt verkehren. Die erste Obuslinie wurde in Kostroma am 10. Januar 1974 in Betrieb genommen.

## Weiterführende Bildungseinrichtungen

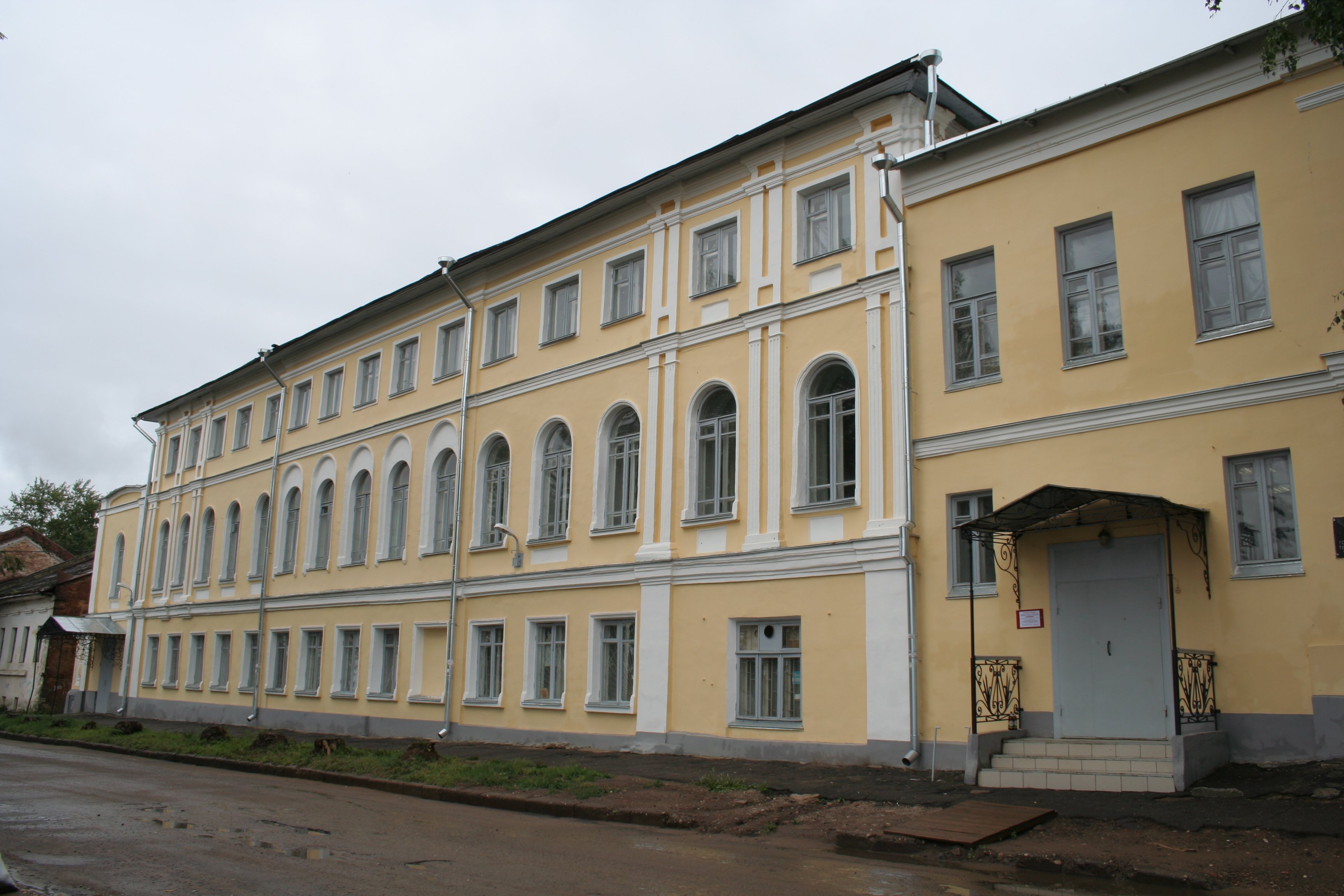
Campus der Technologischen Universität

- Staatliche Nekrassow-Universität Kostroma
- Staatliche Technologische Universität Kostroma
- Staatliche Landwirtschaftliche Akademie Kostroma
- Militärakademie für biologischen, chemischen und Strahlenschutz

## Persönlichkeiten

### Söhne und Töchter der Stadt
- Fjodor Wolkow (1729–1763), Begründer des ersten russischen Theaters in Jaroslawl
- Porphyrius Uspenski (1804–1885), russisch-orthodoxer Geistlicher, Orientalist und Archäologe
- Alexei Pleschtschejew (1825–1893), Dichter
- Pawel Winogradow (1854–1925), russisch-englischer Historiker und Jurist, Professor an der Kaiserlichen Universität Moskau und Rechtsprofessor an der Universität Oxford
- Tamara Borosdina-Kosmina (1889–1959), Ägyptologin
- Sergei Kalinin (1896–1971), Theater- und Filmschauspieler, Theaterregisseur sowie Regie- und Schauspiellehrer
- Fjodor Iwanowitsch Truchin (1896–1946), Offizier
- Sergei Schulz (1898–1981), Geologe und Hochschullehrer
- Witali Polenow (1901–1968), Generalleutnant[6]
- Nina Demme (1902–1977), Polarforscherin und Ornithologin
- Ilja Mussin (1904–1999), Dirigent
- Andrei Sneschnewski (1904–1987), Psychiater und Experte für Schizophrenie
- Innokenti Gerassimow (1905–1985), Geograph und Bodenkundler
- Swetlana Masowezkaja (1925–2014), Schauspielerin, Synchronsprecherin, Schauspiellehrerin und Radiosprecherin
- Jelisaweta Dementjewa (1928–2022), Kanutin
- Wjatscheslaw Lebedew (1930–2010), Mathematiker
- Anatoli Scheljuchin (1930–1995), Skilangläufer
- Alexander Prschewuski (* 1939), Festkörperphysiker und Hochschullehrer
- Nikolai Muchin (* 1955), Maler und Bildhauer
- Andrei Schljapnikow (* 1959), Leichtathlet
- Olesja Barel (* 1960), Basketballspielerin
- Ljubov Belych (* 1961), Malerin
- Sergei Pugatschow (* 1963), Oligarch und Bankier
- Tichon (1963–2010), russisch-orthodoxer Bischof der Eparchie von Archangelsk und Cholmogory
- Igor Kirillow (1970–2024), Generalleutnant der Streitkräfte Russlands
- Aleh Bjabenin (1974–2010), belarussischer Journalist
- Roman Kopin (* 1974), Politiker
- Iwan Wassiljew (* 1984), Triathlet
- Swetlana Saikina (* 1985), Diskuswerferin
- Ilja Kuchartschuk (* 1990), Fußballspieler
- Erik Zenga (* 1993), deutsch-russischer Fußballspieler

### Weitere Personen, die mit der Stadt verbunden sind
- Hans-Werner Gessmann (1950–2023), deutscher Professor an der Staatlichen Universität Kostroma
- Alexander Golubew (* 1972), Olympiasieger im Eisschnelllauf, Ehrenbürger von Kostroma
- Alexei Jermolow (1777–1861), General und Diplomat, lebte in Kostroma im Exil
- Nikolai Korschenewski (1879–1958), Geograph und Forschungsreisender, ging in Kostroma zur Schule
- Michael I. (1596–1645), der erste Zar der Romanow-Dynastie, hielt sich zeitweise im Ipatios-Kloster auf und wurde hier zum Zaren erkoren
- Said Nursi (1876–1960), kurdischer islamischer Denker, war von 1916 bis 1918 als Kriegsgefangener in Kostroma interniert
- Wassili Rosanow (1856–1919), Religionsphilosoph, besuchte in Kostroma ein Gymnasium
- Wiktor Rosow (1913–2004), Dramatiker, ging in Kostroma zur Schule
- Konstantin Thon (1794–1881), Architekt, war an Umbauarbeiten des Ipatios-Klosters beteiligt

## Städtepartnerschaften
- Durham, Vereinigtes Königreich
- Durham, Vereinigte Staaten
- Dole, Frankreich (seit 1993)
- Samokow, Bulgarien
- Hyvinkää, Finnland

- Aachen, Deutschland (seit 2005)
 Die Städtepartnerschaft mit Aachen wurde am 26. September 2001 anlässlich eines Besuchs des damaligen russischen Präsidenten Putin in Deutschland vereinbart und am 9. Juni 2005 offiziell besiegelt.[7] Zu erwähnen ist im Zusammenhang mit internationalen Kooperationen außerdem das Aus- und Weiterbildungszentrum, das seit 1995 das deutsche Bundesland Nordrhein-Westfalen im Rahmen einer Regionenpartnerschaft in Kostroma unterhält.[8]

## Klimatabelle
|                       | Jan   | Feb   | Mär  | Apr | Mai  | Jun  | Jul  | Aug  | Sep  | Okt | Nov  | Dez   |   |      |
| Mittl. Tagesmax. (°C) | −8,6  | −6,2  | 0,0  | 8,9 | 17,4 | 21,2 | 23,1 | 21,0 | 14,5 | 6,7 | −0,7 | −5,5  | ⌀ | 7,7  |
| Mittl. Tagesmin. (°C) | −15,4 | −13,4 | −7,6 | 0,2 | 6,9  | 11,0 | 13,4 | 11,5 | 6,5  | 0,9 | −5,3 | −11,3 | ⌀ | −0,2 |
|                       |       |       |      |     |      |      |      |      |      |     |      |       |   |      |
| Niederschlag (mm)     | 38    | 30    | 28   | 36  | 43   | 64   | 82   | 72   | 62   | 59  | 53   | 51    | Σ | 618  |
|                       |       |       |      |     |      |      |      |      |      |     |      |       |   |      |
| Regentage (d)         | 11    | 8     | 8    | 9   | 9    | 10   | 11   | 10   | 10   | 12  | 12   | 13    | Σ | 123  |

| −15,4 |

| −13,4 |

| −7,6 |

| 0,2 |

| 6,9 |

| 11,0 |

| 13,4 |

| 11,5 |

| 6,5 |

| 0,9 |

| −5,3 |

| −11,3 |

| −15,4 |

| −13,4 |

| −7,6 |

| 0,2 |

| 6,9 |

| 11,0 |

| 13,4 |

| 11,5 |

| 6,5 |

| 0,9 |

| −5,3 |

| −11,3 |